# Ogoniok
Ne doit pas être confondu avec Ogoniok (chanson).
Ogoniok (en russe : Огонёк ; littéralement « petite flamme ») est un des plus anciens magazines hebdomadaires illustrés russes, sa première publication datant du 21 décembre 1899.
Interrompu en 1918, il est rétabli en Union soviétique en 1923 par Mikhaïl Koltsov. Il reçoit l'ordre de Lénine. Le bureau central est situé à Moscou.
À partir de 2004, il est publié par la maison d'édition russe OVA-PRESS (ОВА-ПРЕСС).
Le 11 mars 2009, le journal est acheté par la maison d'édition Kommersant (Коммерсант). Depuis 2012, son rédacteur en chef est Sergueï Agafonov.

## Histoire
Ogoniok commence son existence en tant que supplément de la gazette Birzhevye novosti ("Биржевые ведомости"). Il devient particulièrement populaire chez le lecteur de la classe moyenne. Il survit à la Révolution d'Octobre, mais cesse sa parution entre 1918 et 1923.
En 1925, on lance le supplément littéraire du journal Biblioteka ("Библиотека") qui parait jusqu'en 1991.
Ogoniok parmi les premiers publie les fragments du dernier et le plus grand roman de Yuri Koval Suer-Vyer (1995-1998), racontant le fantastique voyage de la frégate Lavr Georgievich sous le commandement du capitaine Suer-Vyer vers l'île de la Vérité,. Mikhaïl Lioubimov connait une vraie célébrité après la publication du roman La vie et les aventures d'Alex Wilkie, l'espion dans les pages de l'Ogoniok en 1990.

## Rédacteurs en chef
- Mikhaïl Koltsov (1923–1938)
- Evgueni Petrov (1938–1942)
- Alekseï Sourkov (1945–1953)
- Anatoli Sofronov (1953–1986)
- Vitali Korotitch (1986–1991)
- Lev Gouchtchin (1992–1997)
- Vladimir Tchernov (1998–2003)
- Viktor Lochak (2003–2004)
- Vladislav Vdovine (2004–2009)
- Sergueï Agafonov (2012–)